# 靈應岩石桅子
靈應岩石桅子位於重慶市綦江区中峰镇龙山村长杆烟社灵应岩，共8處，為當地人求子而刻。石桅子上有「同治六年二月十九日立」等題記。文物遺址年代為清代-民國，2009年12月15日列為第二批重慶市文物保護單位。